# Frontière entre l'Érythrée et le Soudan
La frontière entre l'Érythrée et le Soudan est la frontière séparant l'Érythrée et le Soudan. Elle est longue de 605 kilomètres.

## Caractéristiques

### Généralités
La frontière est située à l'ouest de l'Érythrée et au sud-est du Soudan. Longue de 605 km, la frontière terrestre est la 2e plus grande frontière de l'Érythrée (après celle avec l'Éthiopie) et la 5e pour le Soudan.

### Tracé
La frontière part du tripoint entre l'Érythrée, l'Éthiopie et le Soudan, situé sur le cours de la rivière Tekezé (14° 15′ 35″ N, 36° 33′ 40″ E), près de la ville éthiopienne de Humera. Elle se dirige ensuite vers le nord pendant environ 100 km avant d'obliquer vers le nord-est. La frontière terrestre se termine sur la mer Rouge (17° 58′ 25″ N, 38° 34′ 37″ E).
La frontière maritime entre les deux pays se poursuit ensuite sur la mer Rouge pendant plus d'une centaine de km, jusqu'à la rencontre avec les frontières maritimes de l'Arabie saoudite.
Du point de vue administratif, la frontière sépare les régions érythréennes d'Anseba, Gash-Barka et Semien-Keih-Bahri des États soudanais de Kassala et Mer Rouge

### Passages
La frontière possède quatre points de passage routiers principaux, du nord au sud :
- Karora
- Sala
- Sebderat
- Teseney

## Historique
Une frontière est définie pour la première fois entre 1880 et 1890, lors de la colonisation italienne de l'Érythrée. Elle sépare alors la colonie du Soudan. En 1936, l'Érythrée est intégrée dans l'Afrique orientale italienne. En 1941, lors de la campagne d'Afrique de l'Est, le territoire est envahi puis administré par les forces britanniques. En 1952, l'Érythrée et l'Éthiopie forme une fédération. La frontière entre l'Érythrée et le Soudan est alors une partie de la frontière internationale entre l'Éthiopie et le Soudan.
Après avoir gagné en 1991 la guerre contre l'Éthiopie commencée en 1962, l'Érythrée devient un pays indépendant en mai 1993. Le Soudan n'a pas eu de conflit frontalier avec l'Érythrée, contrairement à l'Éthiopie et dans une moindre mesure à Djibouti.